# Hans Bourquin
Hans Bourquin (16. oktober 1914 - 1998) var en schweizisk roer, og olympisk guldvinder.
Bourquin vandt guld i toer med styrmand ved OL 1928 i Amsterdam, som styrmand sammen med roerne Hans og Karl Schöchlin. Schweizerne sikrede sig guldet foran Frankrig og Belgien, der fik henholdsvis sølv og bronze. Han var 13 år gammel da han vandt medaljen.

## OL-medaljer
- 1928:  Guld i toer med styrmand